# Ергард Шен
Ергард Шен (нім. Erhard Schön; 1491, Нюрнберг — 1542, Нюрнберг) — німецький художник і гравер.

## Біографія
Народився 1491 року в Нюрнберзі. Син художника Макса Шена III. Ймовірно, саме батько і залучив його до професії. За деякими даними, вчився і працював в Альбрехта Дюрера.
Шен відомий насамперед як автор ілюстрацій та окремих гравюр — на сьогоднішній день його авторство приписують 116 гравюрам та 1200 малюнкам для книжок.
До 1524 року ілюстрував переважно релігійну літературу. З початком Реформації долучився до «війни гравюр та карикатур» між католиками і протестантами.
З 1530-х років в творчості Шена переважали класичні сюжети.